# المدرسة المباركية
المدرسة المباركية مدرسة افتتحت في 22 ديسمبر 1911، سميت بالمباركية نسبة إلى الشيخ مبارك الصباح تعد أول مدرسة نظامية في تاريخ الكويت، وأول مدير لها هو الشيخ يوسف بن عيسى القناعي، كانت المدرسة منذ تأسيسها تقوم على مساهمات المواطنين من تبرعات بالإضافة إلى رسوم تسجيل الطلبة، حتى قام مجلس المعارف (وزارة التربية حالياً) بضمها عام 1936 لتصبح تحت إدارة الحكومة، واستمر التدريس فيها حتى عام 1985 حيث استخدم مبنى المدرسة لإنشاء المكتبة المركزية في الكويت.
وقد مر التعليم بمرحلتين الأولى تمثلت بالفترة ما قبل التعليم النظامي وهي التعليم بواسطة الكتاتيب والثانية تمثلت بالمدارس النظامية. ويرجع تاريخ أولى المدارس النظامية إلى عام 1911 حيث أنشئت أول مدرسة نظامية وهي المدرسة المباركية فكانت النواة التي بني عليها التعليم في الكويت. وبعد إنشاء المدرسة المباركية تطور التعليم بشكل ملحوظ وانتشرت المدارس في جميع مناطق الكويت. وتوج هذا التطور بتأسيس جامعة الكويت عام 1966.

## التأسيس

### الفكرة
كان التعليم في الكويت قبل إنشاء المدرسة المباركية يتم عن طريق المساجد والكتاتيب، حيث كانت المساجد حلقات للوعظ والأحاديث التي يعقدها علماء الدين لتعليم الناس والأطفال أصول الدين والقراءة والكتابة ومبادئ الحساب، وكانت الكتاتيب تقوم بتعليم الناس القراءة والكتابة ومبادئ الحساب على يد الملا أو المطوع. افتقدت الكتاتيب في تلك الفترة للخطة الدراسية المنتظمة والبرامج التربوية ذات الأهداف المحددة، كما لم تساعد الطرق البدائية المتبعة في تقديم مستوى متقدم من العلوم، واعتمد المحتوى التدريسي على اجتهاد المعلم أو الملا وفق إمكانياته البسيطة، ولم تكن مخرجات التعليم البدائي قادرة على تلبية حاجة البلاد من المتعلمين في مدارس نظامية بما لديهم من مهارات عالية في القراءة والكتابة وإتقان بعض اللغات الأجنبية. خاصة بعد النمو الاقتصادي الذي شهدته الكويت في مجال تجارة اللؤلؤ والسفر في بدايات القرن العشرين. كما كان لزيارة الكويتيين إلى مختلف البلاد بحكم التجارة وزيارة عدد من المفكرين للكويت (كمحمد رشيد صاحب مجلة المنار ومحمد الشنقيطي مؤسس مدرسة النجاة في الزبير) دور كبير في زراعة وإثارة فكرة المدارس النموذجية.
أتت فكرة إنشاء المدرسة المباركية من قبل ثلاثة أشخاص هم يوسف بن عيسى القناعي والشيخ ناصر المبارك الصباح وياسين الطبطبائي، وكان أول من أثار فكرة إنشاء مدرسة لتعليم الطلاب هو ياسين الطبطبائي، وكان ذلك في كلمته في الاحتفال بالمولد النبوي بديوان يوسف بن عيسى في 12 ربيع الأول 1328 هـ (22 مارس 1910) حيث قال:
و أثرت هذه الكلمة في الحضور وفي يوسف بن عيسى بشكل خاص فقام بكتابة مقال يتحدث فيه عن أهمية العلم والحاجة للمدارس وبدأ حملة تبرعات لإنشاء المدرسة. وقد تألفت اللجنة برئاسة الشيخ ناصر المبارك الصباح. وساهم عدد كبير من الكويتيين في التبرع حتى بلغت القيمة الإجمالية للتبرعات حوالي 77,500 روبية. جاء أكثر من ثلثيها من الشيخ قاسم آل إبراهيم والشيخ عبد الرحمن آل إبراهيم حيث تبرع الأول بثلاثين ألف روبية والثاني بعشرين ألف روبية. وتبرع أهل الكويت بمبلغ 12.500 روبية. كما تبرع كل من أولاد خالد الخضير وعائلة الخالد ببيت كبير قامت المدرسة على أنقاضهما.
بعد جمع التبرعات والحصول على أرضين للمدرسة قام يوسف بن عيسى بشراء بيتين آخرين بقيمة 4,000 روبية لتقوم المدرسة على مساحة أربعة بيوت، وبلغ ما صرف على الأبواب وأخشاب البناء حوالي 16,000 روبية.
| قائمة بقيمة التبرعات لإنشاء للمدرسة (بالروبية) | قائمة بقيمة التبرعات لإنشاء للمدرسة (بالروبية) |
| ---------------------------------------------- | ---------------------------------------------- |
| قاسم آل إبراهيم                                | 30,000                                         |
| عبد الرحمن آل إبراهيم                          | 20,000                                         |
| آل خالد                                        | 5,000 وبيت                                     |
| شملان بن علي بن سيف                            | 5,000                                          |
| هلال فجحان المطيري                             | 5,000                                          |
| إبراهيم ابن مضف                                | 100                                            |
| يوسف بن عيسى القناعي                           | 50                                             |
| مجموعة من أهالي الكويت                         | 12,500                                         |
| أولاد خالد الخضير                              | بيت                                            |

### البناء

ساحة المدرسة المباركية

بدأ البناء أول محرم عام 1329 هـ (يناير 1911) وانتهى في رمضان (سبتمبر) من العام نفسه. شغل البناء مساحة تبلغ حوالي 10,200 قدم مربع (1920 متر مربع) حيث بلغ طول المبنى من الشرق إلى الغرب 120 قدم (48 متر) وعرضه من الشمال إلى الجنوب 85 قدم.(40 متر)، وتكون البناء من ثمانية غرف، نصفها في الجانب الجنوبي للمدرسة والنصف الآخر في الجهة القبلية. وبني في الجهة الشرقية ثلاث مخازن فوقها غرفة صغيرة كانت معدة لراحة المعلمين. كما تم بناء بيت لمدير المدرسة. شكلت مساحة البناء والباحة (الحوش) من المساحة الكلية ما يقارب 1,440 متر مربع وللباحة منها 480 متر مربع، وتراوحت مساحات الفصول بين 12 و24 متر مربع.
أقيم عدد من التغييرات في المدرسة بعد أن قام بضمها مجلس المعارف عام 1936، فأضيفت لها ساحات وأقيمت أعمال الصيانة والتحديث لمعظم الفصول. وهدمت المدرسة في الخمسينات من القرن العشرين في فترة إعادة تنظيم مدينة الكويت، واتخذت دائرة المعارف غرفة أمام غرفة ناظر المدرسة، وكان هذا مقر المعارف حتى عام 1941 عندما تم بناء ثلاث غرف على سطح المدرسة المباركية لتكون مقراً للمعارف حتى عام 1947. وبني طابق ثانً للمدرسة عام 1944 لاستقبال الزيادة في عدد الطلبة 
وصلت المدرسة المباركية إلى حالة غير مقبولة عام 1952 من ناحية المبنى، فغرف الفصول ضيقة ولا تحوي مكاناً مناسباً للمكتبة أو للمعامل، وباحتها لا تصلح ملعباً، كما أن تكدس الطلاب بلغ أوجه في تلك الفترة حيث بلغ عدد الطلبة في كل فصل 80 طالباً، حين كان المقرر أن لا يتجاوز العدد 40 طالباً في كل فصل. ولهذا وافق مجلس المعارف في جلسته في 29 مايو 1957 على تصميم المهندس سيد كريم للمبنى الجديد للمباركية،  وهدمت المباركية وأعيد بناءها على الطراز الحديث عام 1958.

## الدراسة

### المناهج

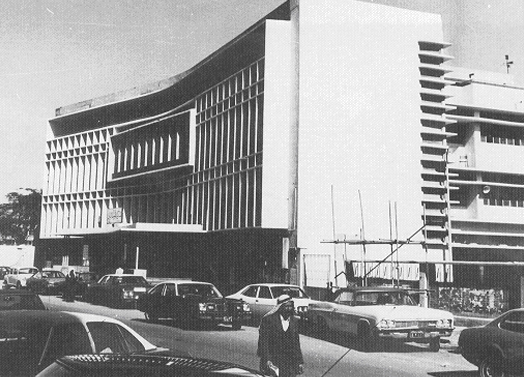
المبنى الجديد للمدرسة المباركية والذي أصبح لاحقاً مقر مكتبة الكويت الوطنية

لم تختلف المناهج بشكل كبير عند تأسيس المباركية عن الكتاتيب إلا من حيث التنظيم ووجود خطة دراسية. فهدفت الخطة لتعليم اللغة العربية وعلوم الدين والقرآن والسيرة النبوية. وفي ضوء هذه الأهداف ضم المنهج على المواد التالية:
- التربية الإسلامية: تشمل القرآن الكريم، التفسير والفقه.
- اللغة العربية: تشمل الإنشاء والقواعد والإملاء والخط.
- الرياضيات: تشمل الحساب والهندسة.
- التاريخ الإسلامي.
- مبادئ الجغرافيا.

وضعت هذا المنهج لكي يساير أهداف وظروف الحياة التي كان يعيشها الكويتيون. فشمل المنهج على التربية الإسلامية واللغة العربية والتاريخ الإسلامي نظراً لطبيعة المجتمع الكويتي العربي المحافظ. أما الجغرافيا فقد احتوى منهجها على المعلومات الجغرافية الخاصة بالدول والأقطار المجاورة، ولذلك لأهميتها للحرف البحرية والسفر. كما شمل منهج الرياضيات على حساب الغوص وحساب الجص وحساب الدهن، وكان لهذا النوع من الحساب الأهمية القصوى في حياة الكويتيين وذلك لارتباطهم الوثيق في الغوص والتجارة. وافتقر المنهج إلى بعض العلوم الحديثة كاللغة الإنجليزية وغيرها من العلوم العصرية. ويذكر أن أمير الكويت الشيخ أحمد الجابر الصباح أيد في عام 1920 إضافة اللغة الإنجليزية للمناهج إلا أن هذا الاقتراح قوبل بإحجام الناس على دراسة اللغة الإنجليزية في المدرسة المباركية، وكان هذا أحد أسباب تأسيس المدرسة الأحمدية. وفي عام 1924 لم تفلح محاولات توحيد النظام الدراسي في مدرستي المباركية والأحمدية.
قسمت المراحل التعليمية للمدرسة إلى خمسة أقسام، ويعتبر القسم الأول هو المرحلة التمهيدية، وبعدها ينتقل الطالب إلى القسم الثاني فالثالث فالرابع وثم القسم الخامس. وعادة لا يصل إلى القسم الخامس إلا النذر اليسير من الطلاب وذلك لانقطاع الطلاب عن الدراسة للمساعدة في الغوص أو في السفر أو في المهن الأخرى. وذكر الأستاذ عبد الله النوري أنه درس في المباركية زهاء خمس سنوات ولم يجد في القسم الخامس أكثر من سبعة طلاب. وكان لكل قسم مدرس خاص ما عدا القسم الرابع والخامس حيث كان لكل مادة مدرس خاص بها.
شملت المراح الدراسية على الأقسام التالية:
- القسم الأول: تكون من أربعة شعب، على الطالب أن ينتهي منها حتى ينتقل إلى القسم الثاني دون تحديد للمدة الزمنية التي يقضيها في هذه الشعب، ودون امتحان سوى تقدير الأستاذ لكفاءته. وضم القسم الأول الشعب التالية:
  - الشعبة الأولى: حروف الهجاء.
  - الشعبة الثانية: التدريب على كتابة الجمل وأعداد الحساب وعملية الجمع.
  - الشعبة الثالثة: الإملاء وتصحيحه، وقراءة جزء عم من القرآن، وعملية الطرح.
  - الشعبة الرابعة:جدولا لضرب، وقواعد التجويد.
- الأقسام من الثاني حتى الخامس: يتدرج الطالب في تعلم عملية القسمة، وحسن الخط، ومسائل الفقه، والجغرافيا حتى يصل إلى القسم الخامس.

و استمر حال المناهج حتى العام الدراسي 1936-1937 عندما تم تغيير المنهج القديم وبدأ التعليم الجديد بمناهج أكثر موضوعية بواسطة أساتذة جلبوا لهذه المهمة من فلسطين. وكان عدد المدرسين أربعة وهم: أحمد شهاب الدين وجابر حديد ومحمد المغربي وخميس نجم. ونظمت المراحل التعليمية في المدرسة المباركية على أنها مرحلة واحدة وهي الابتدائية، وأقيم أول امتحان تحريري في 1946، وحددت الخطة الدراسية للعام الدراسي 1950 - 1951 مدة الدراسة بأربعة سنوات وتضم المناهج التالية: القرآن الكريم والدين، واللغة العربية، واللغة الإنجليزية، والحساب، والهندسة، والتاريخ، والجغرافيا، ومبادئ العلوم والصحة، والرسم والأشغال، والتربية البدنية، والأناشيد. كما أضيف للمدرسة عدد من الصفوف للمرحلة الثانوية حتى افتتحت ثانوية الشويخ عام 1953 
كانت الدراسة في المدرسة المباركية تتم طوال العام على مدى فترتيين صباحية ومسائية. واقتصرت العطل وأيام الراحة على أسبوعين في فترة الربيع (تسمى «بالكشته») والمناسبات الدينية والوطنية وأيام الجمع. ويتألف اليوم الدراسي من خمسة دروس يومية، ثلاثة منهم قبل الظهر واثنان بعد الظهر. وكانت أعداد الطلبة تنقص أيام الغوص لغيابهم مع آبائهم، ثم يعودون لمتابعة الدراسة دون حرج، ويغيب بعضهم مدة بعد عطلة الربيع لأن أهلية م يتأخرون في العودة للمدينة.

### الطلبة
بلغ عدد الطلبة عند الافتتاح 254 طالب وزاد العدد في السنة التالية إلى 346 طالب. وتختلف أعداد الطلبة المسجلين طوال السنة ما بين 160 و400 طالب في السنة الدراسية نفسها، إذ لم يقتض على الطالب أن يداوم على الحضور طوال العام الدراسي، بل كثيراً ما كان يترك المدرسة وينضم إلى إحدى سفن الغوص أو التجارة كي يكسب منها قوته، ثم يعود للدراسة مرة أخرى بعد انتهاء موسم الغوص أو التجارة.

أفراد النادي الرياضي للمدرسة الحائز على كأس مجلس المعارف عام 1949

| السنة الدراسية | عدد الطلاب | الرسوم المحصلة (بالروبية) |
| -------------- | ---------- | ------------------------- |
| 1913/1912      | 254        | 3580                      |
| 1914/1913      | 346        | 3820                      |
| 1915/1914      | 332        | 4700                      |
| 1916/1915      | 304        | 2600                      |
| 1917/1916      | 341        | 3420                      |

| أعداد وجنسيات طلاب المدرسة العام الدراسي 1961-1962 | أعداد وجنسيات طلاب المدرسة العام الدراسي 1961-1962 |
| -------------------------------------------------- | -------------------------------------------------- |
| الكويت                                             | 383                                                |
| الجمهورية العربية المتحدة                          | 8                                                  |
| العراق                                             | 11                                                 |
| فلسطين والأردن                                     | 25                                                 |
| سوريا                                              | 18                                                 |
| لبنان                                              | 11                                                 |
| اليمن                                              | 7                                                  |
| دول مختلفة                                         | 10                                                 |

### الإدارة والمدرسون
بعد افتتاح المدرسة المباركية عين الشيخ يوسف بن عيسى القناعي مديراً عاماً للمدرسة كما عين عمر عاصم الأزميري مديراً إدارياً. واستمر الشيخ يوسف مديراً للمدرسة لمدة ثلاث سنوات ثم عزل من الإدارة وعين يوسف بن حمود مديراً للمدرسة. ولم يستمر الشيخ يوسف بن حمود في إدارة المدرسة مدة طويلة حتى خلفه السيد عمر عاصم الأزميري عام 1917  الذي كان له دور كبير في تحديث وتطوير المناهج. ثم عين الشيخ عبد العزيز الرشيد لإدارة المدرسة في العام ذاته وحتى 1919 وكان السيد عمر وكيلاً لها في نفس الفترة. وفي عام 1926 عين محمد خراشي المنفلوطي مديراً لها.

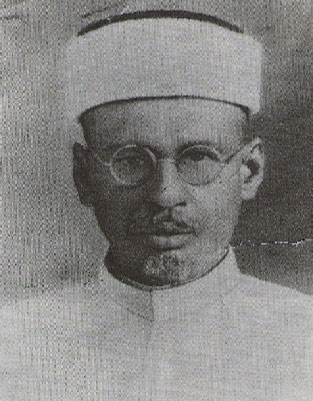
الشيخ عبد العزيز الرشيد، المدير الثالث للمدرسة المباركية

عند الافتتاح اشتغل فيها عدد من المدرسين منهم حافظ وهبة والشيخ عبد العزيز بن حمد المبارك الإحسائي والشيخ نجم الدين الهندي وعبد الرحمن العسعوسي والسيد عبد القادر البغدادي والشيخ محمود الهيتي والشيخ محمد نوري والشيخ عبد الله النوري والأستاذ محمود شوقي الأيوبي والشيخ عبد العزيز الرشيد وعبد الملك صالح المبيض. كما ضمت لاحقاً كل من الشيح أحمد بن خميس الخلف، وأحمد السيد عمر، ومحمد أحمد الحرمي، ومحمد الوهيب، وجمعة بن حودر، وخليفة بن خميس، وعبد الرحمن الدعيج، ويوسف العمر، وعبد الله عبد اللطيف العمر، وعبد العزيز العتيقي، وعبد المحسن بن بحر، وعبد العزيز الفارس، وعثمان عبد اللطيف العثمان، ومحمد الإسماعيل، وسالم الحسينان، وعبد الله محمد النوري، ومحمد زكريا الأنصاري، وعيسى مطر، ومحمد الشايجي، وإدريس جاسم إدريس، ومحمد بن شطره، وسعد المجرن، وحجي جاسم بن حجي. لم تختلف أساليب التعليم في المدرسة المباركية عنها في الكتاتيب، وكان من أهم صفات المعلم الصرامة والشدة في معاملة التلاميذ.
كان المدرسون في المباركية ينقسمون إلى فئتين. كانت الفئة الأولى تشمل الأستاذ عبد الملك الصالح والشيخ أحمد الخميس والشيخ عبد العزيز الرشيد والسيد عمر عاصم وكانوا يتقاضون 100 روبية شهرياً، بينما يتقاضى مدرسوا الفئة الثانية رواتب أقل. مما جعل مدرسي الفئة الثانية بأن يقدموا عريضة لإدارة المدرسة بشأن الاختلاف في قيم الرواتب ومطالبة بالمساواة، وذكروا فيها عزمهم على الاستقالة في حين عدم تلبية مطالبهم، وتضامن معهم مدرسي الفئة الأولى عدا السيد عمر عاصم. ورفعت العريضة للمجلس واستقال مدرسي الفئة الأولى، أما أصحاب العريضة الأصليون فإنهم التزموا الصمت وعادوا لفصولهم. وما كان للأساتذة المستقيلين إلا أن أقاموا مدرسة أسموها العامرية وكانت منافسة للمباركية.

### الدور الثقافي

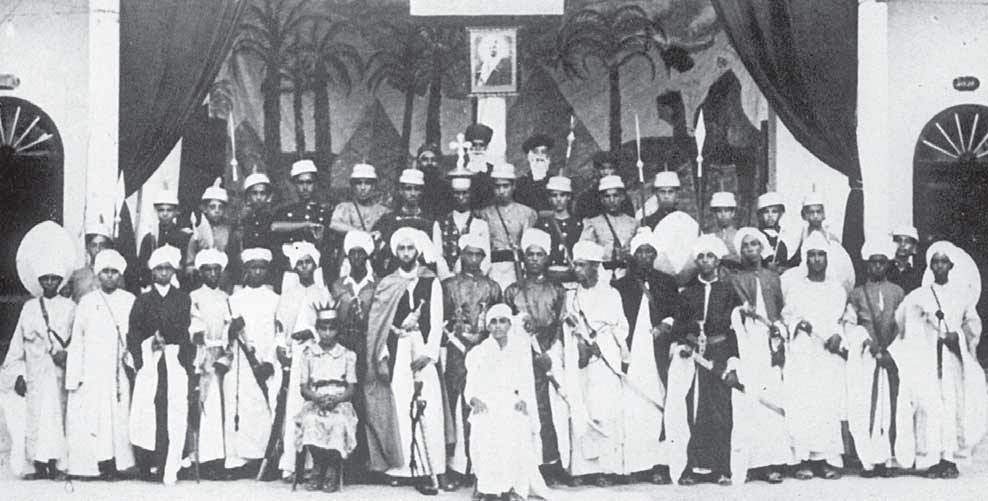
أعضاء مسرحية فتح مصر والتي أقيمت عام 1940.

لعبت المدرسة المباركية دورا مهما وكبيرا في نشر الثقافة والعلم كونها أول مدرسة نظامية في الكويت. ولم يكن تأثيرها مقتصراً على الطلبة بل امتد ليشمل أعضاء المجتمع، حيث كانت تحيا فيها المناسبات الدينية وتقام المحاضرات والمواعظ الإسلامية. وكان للمباركية دور كبير في النشاط المسرحي في الكويت، وكان للمدرسين الذين أحضرهم مجلس المعارف عام 1936 للمدرسة الأثر الواضح في هذا النشاط. وشكلت مسرحية إسلام عمر والتي أقيمت في المدرسة عام 1939 بداية النشاط المسرحي في الكويت، وتلا تلك المسرحية كل من فتح مصر عام 1940 وحرب البسوس عام 1942، أقيمت فرقة مسرحية للمدرسة نافست فرق المدارس الأخرى كما قامت بعدد من المسرحيات.

### الزي الرسمي
كانت الدشداشة هي اللباس الرسمي للمدرسة إلى أن استلمت إدارة المدرسة دائرة المعارف عام 1936، بعدها قام مجلس المعارف بالتغيير التدريجي للزي إلى اللباس الأوروبي المتمثل بالبنطلون والقميص، وكان السروال القصير هو المعتمد للملعب الرياضي أو العمل الكشفي. ولاقى تغيير اللباس المدرسي استهجان وامتعاض أهالي الطلبة كونه أمرا دخيلا على المجتمع، وقام بعض الآباء بسحب أبنائهم من المدرسة نتيجةً لذلك.

## الموارد المالية
شكلت إدارة المدرسة عند إنشائها مجلسا ماليا يعنى بإدارة الأمور المالية والإنفاق على المدرسة، وتكون هذا المجلس من كل من حمد الخالد وشملان بن علي وأحمد محمد الحميضي. وأشرف المجلس على إدارة واسثمار إيرادات المدرسة المحصل من أحد هذه الأوجه:
- تبرعات المحسنين للمدرسة.
- رسوم الالتحاق بالمدرسة، وكانت تقدر بروبيتين للطلبة ميسوري الحال، وروبية لمتوسطي الحال، ومجاناً لأبناء الفقراء. والملاحظ أن الدراسة كانت مجاناً وهذه الرسوم تفرض على الطلبة عند الالتحاق بالمدرسة فقط.
- استثمار الأموال المتبقية في:
  - تقديم القروض المالية لبعض أصحاب السفن أو نواخذة الغوص.
  - مشاركة بعض أصحاب سفن الغوص بنسب معينة.
  - شراء سفن الغوص واستثمارها.
  - شراء المحلات التجارية والدكاكين بغرض تأجيرها.

و من الملاحظ أن مدخول المدرسة لم يعتمد بشكل كبير على عدد الطلاب، إنما على قدرتهم المالية وانتظامهم في الدراسة. أما مصروفات المدرسة فكانت بصورة أساسية هي رواتب المدرسين ولوازم ومعدات التدريس. ويذكر أن أعلى مرتب كان لمدير المدرسة وكان حوالي 100 روبية، وتراوحت رواتب المعلمين بين 20 - 100 روبية.
تدهورت أحوال المدرسة تدريجياً وقلت مواردها المالية وبلغت الحضيض أثناء فترة كساد تجارة اللؤلؤ إبان الأزمة الاقتصادية الكبرى سنة 1929 ومنع التجارة مع نجد فيما عرف بأزمة المسابلة عام 1923، حتى وصلت المدرسة المباركية إلى حالة من الركود لعدم توافر الموارد المالية وأغلقت أبوابها لمدة شهرين قبل أن يقوم مجلس المعارف بضم المدرسة لإدارته، فأصبحت بذلك مدرسة حكومية. وتسلم مجلس المعارف باقي أموال المدرسة المباركية المودعة عند آل خالد وهي بضعة عشر ألف روبية ودكاكين للاستثمار في سوق الدهن وسوق الأمير وسفينة ومخزن لأدوات السفن (عمارة).

## المباركية حالياً
استمر التدريس في المدرسة المباركية منذ افتتاحها عام 1911 حتى عام 1985 حيث أصبحت مقراً للمكتبة المركزية الوطنية. كما نقل اسم المدرسة إلى ثانوية المباركية للبنين في منطقة الفروانية.

## أشهر من درسوا فيها

أحمد العدواني مؤلف النشيد الوطني الكويتي

| - أحمد البشر الرومي - سعد علي الناهض - أحمد مشاري العدواني - أيوب حسين - حمد عيسى الرجيب - صالح العجيري - طارق السيد رجب - عبد العزيز حسين - خالد عيد أحمد عيد | - عبد الله زكريا الأنصاري - عقاب الخطيب - فهد الدويري - فهد العسكر - محمد مساعد الصالح - معجب الدوسري - عبد الحسين عبد الرضا - عبد الله الرومي - غانم الصالح |

## ذكرى التأسيس
الاحتفال بذكرى خمسون عاماً
في 15 ابريل 1962 تم الاحتفال باليوبيل الذهبي للمدرسة المباركية، وتشكلت اللجنة التي أشرفت على الاحتفال من حمد عيسى الرجيب وأحمد مشاري العدواني و أحمد العيسى وعيسى الحمد وأحمد البشر الرومي والأستاذ عبد العزيز محمد والأستاذ طه الجمل والأستاذ محمد عبد المنعم عبد الخالق والأستاذ حسن عبد السلام والأستاذ يوسف عبد المعطي. تم إشعال شعلة المدرسة المباركية إيذاناً ببدء الحفل، وألقيت في هذه المناسبة عدد من الكلمات في المدرسة المباركية، منها كلمة وزير التربية آنذاك الشيخ عبد الله الجابر الصباح حيث قال:
كما ألقى السيد رجب الرفاعي كلمة الخريجين، وارتجل ناظر المدرسة الأستاذ يوسف عبد المعطي كلمة في هذه المناسبة. وقد تم إصدار طابعين بريديين في هذه المناسبة.
الاحتفال بذكرى مائة عام
في 13 فبراير 2012 أقامت وزارة التربية حفلا بذكرى مائة عام على تأسيس المدرس المباركية لما تحمله من أثر تربوي وثقافي. وشكل وزير التربية لجنة تشرف على الاحتفال التي ضمت د.يعقوب يوسف الغنيم، وعبد الرحمن علي الخضري، ود.يعقوب أحمد الشراح، ومي محمد العميري، والشيخة منى الجابر الصباح، وأبوالفتوح سالمان. وأقيم أوبريت «تحيا الكويت» في مسرح جامعة الكويت بهذه المناسبة.